# Mont Anne
Ne doit pas être confondu avec Mont Sainte-Anne.
Le mont Anne, avec 1 423 mètres d'altitude, est le neuvième plus haut sommet de Tasmanie, en Australie, et le plus élevé de la région sud-ouest de l'île. Il est situé dans le parc national Southwest qui fait partie de la zone de nature sauvage de Tasmanie (Tasmanian Wilderness), classée au patrimoine mondial.

## Géologie
Bien que sa structure soit constituée surtout de dolérite, il a un grand socle de dolomie, qui abrite un réseau de grottes.

## Végétation
La région du mont Anne possède une remarquable végétation ancienne de type Gondwana sur son versant nord-est, dont certaines espèces sont parmi les plus anciennes de la planète.

## Spéléologie
Le réseau karstique comprend notamment la célèbre grotte Anna-a-Kananda, l'une des grottes les plus profondes d'Australie. Plusieurs spéléologues ont été tués en essayant de l'explorer.

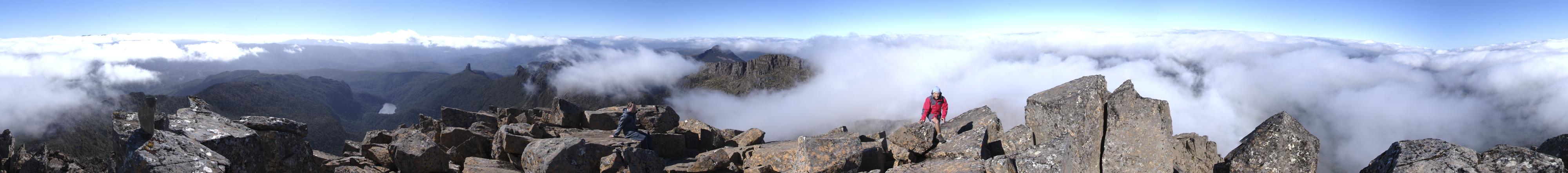
Panorama depuis le sommet du mont Anne.